# Badghis
Badghis (em persa: بادغيس, transl. Bādghīs) é uma província do Afeganistão. Sua capital é a cidade de Qal'eh-ye Now.